# Zgromadzenie Ogólne Connecticut
Zgromadzenie Ogólne Connecticut (Connecticut General Assembly) – bikameralny parlament amerykańskiego stanu Connecticut. Składa się z Izby Reprezentantów oraz Senatu. Posiedzenia obu izb odbywają się na Kapitolu Stanowym Connecticut w Hartford. 
Izba Reprezentantów liczy 151 deputowanych, z kolei w skład izby wyższej wchodzi 36 senatorów. Zasady przeprowadzania wyborów do obu izb są identyczne: są one organizowane w jednomandatowych okręgach wyborczych, z zastosowaniem ordynacji większościowej. Kadencja wszystkich parlamentarzystów trwa dwa lata i mogą oni (inaczej niż w wielu innych parlamentach stanowych w USA) ubiegać się o dowolną liczbę reelekcji, bez żadnych ograniczeń. 

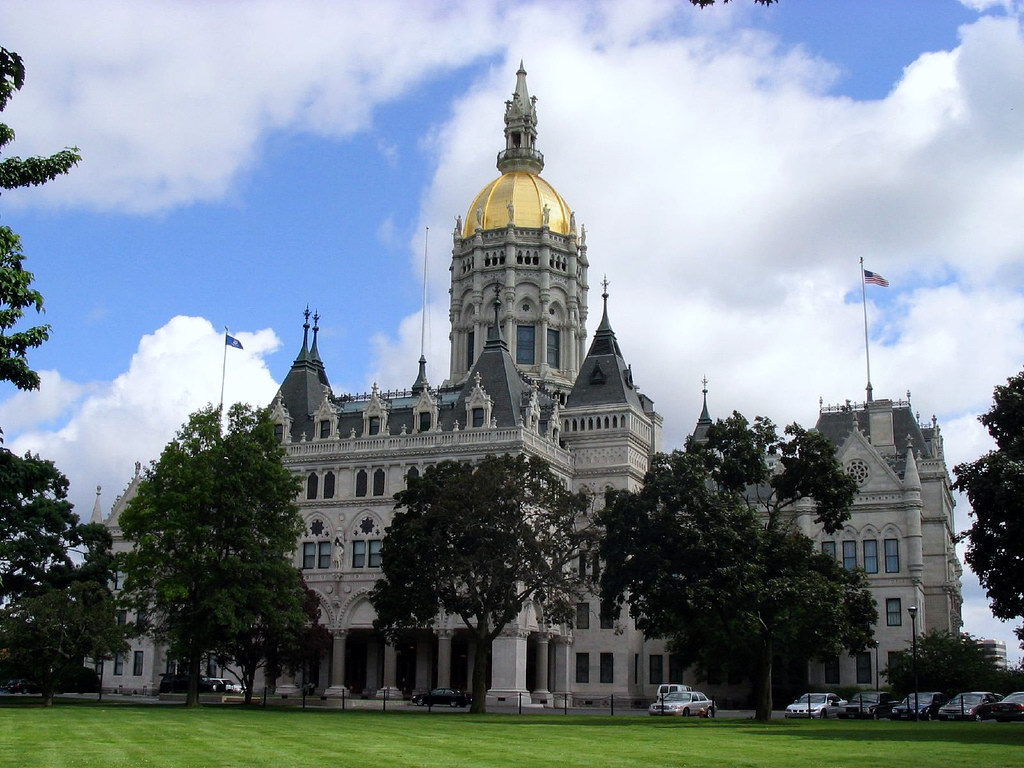
Kapitol Stanowy Connecticut w Hartford, siedziba Zgromadzenia